# Craveman
| Recensione | Giudizio |
| ---------- | -------- |
| AllMusic   | [ 1 ]    |

Craveman è il dodicesimo album di Ted Nugent, pubblicato nel 2002 per la Spitfire Records.

## Tracce
1. Klstrphnky – 3:55 (Ted Nugent)
2. Crave – 6:19 (Jack Blades, Nugent)
3. Rawdogs and Warhogs – 3:37 (Nugent)
4. Damned If Ya Do – 4:21 (Blades, Nugent, Tommy Shaw)
5. At Home There – 3:49 (Brenden Lynch, Nugent, Greg Wells)
6. Cum N Gitya Sum-O-This – 2:37 (Nugent)
7. Change My Sex – 3:03 (Nugent)
8. I Won't Go Away – 5:32 (Damon Johnson, Nugent)
9. Pussywhipped – 3:00 (Nugent)
10. Goin Down Hard – 4:13 (Mike Lutz, Nugent, Alto Reed)
11. Wang Dang Doodle – 2:58 (Willie Dixon)
12. My Baby Likes My Butter on Her Gritz – 3:52 (Marco Mendoza, Nugent)
13. Sexpot – 3:11 (Nugent)
14. Earthtones – 5:39 (Mendoza, Nugent)

## Formazione
- Ted Nugent - voce, chitarra
- Marco Mendoza - basso, cori
- Tommy Clufetos - batteria